# Ana María Avilés de Martínez
Ana María Avilés de Martínez (Santa Ana, El Salvador, 28 de mayo de 1937 - San Salvador, El Salvador, 17 de diciembre de 2012) fue una artista salvadoreña, una de las más importantes de la actualidad, en dicho país. Además, ella recibió varios premios y condecoraciones nacionales e internacionales, entre ellos el honor de vender cuadros en Italia, Estados Unidos.

## Biografía
Ana María nace el 28 de mayo de 1937 en Santa Ana, una alegre ciudad de provincia de El Salvador, invadida por los suaves olores de los dulces caseros y por el café tostado al calor del sol que adornaba las colinas circundantes como mantas de suave color sepia. Hija de "Maruca" Avilés y Narciso Avilés, es la hermana menor de otro gran pintor salvadoreño, Ernesto "San" Avilés (1932-1991), quien sería su máxima inspiración. Desde la coloquial Santa Ana, en 1943, la familia Avilés se trasladó a la capital, San Salvador. Ana María con ellos, dejan su tierra natal, pero el recuerdo de un paisaje idílico permanecerá en su memoria. Ana María realizó estudios básicos y superiores y a los veintidós años, en 1959, se casó con Oswaldo Martínez, un arquitecto de sensibilidad inquieta y profundo amor al arte. Comienza a llamarse Ana María de Martínez. Fue madre de tres hijos, Oswaldo Martínez, Salvador Martínez y Carlos Martínez.
Junto con el crecimiento de su familia, hubo un crecimiento paralelo en su interés por las bellas artes que demostró desde la infancia. De la contemplación concienzuda y el estudio teórico de esos libros que llegaron a sus manos, aprendió a asumir el espacio plástico, el color y las bellas formas de la naturaleza, como parte de su conocimiento. Un profundo sentimiento religioso y una vocación por el arte ya completamente expuesta, propician el camino que la lleva al taller de un escultor francés que visitó San Salvador y que la invita a clases de modelado. La arcilla antigua, material tradicional de las culturas ancestrales centroamericanas, como en un acto mágico, despierta en ella un interés especial por el arte precolombino que la lleva a visitar sitios arqueológicos en El Salvador, Guatemala, Honduras, México y Belice.
Movida por el arte y la cultura maya, establece un diálogo con sus antepasados, descubriendo así sus propios medios de expresión y la pintura como vehículo de su lenguaje plástico. Una obra pictórica anclada en estos vínculos con el pasado y traducida en cuarenta y cuatro obras de temática maya, en 1976, a la edad de treinta y nueve años, realizó su primera exposición con gran éxito. Nació la pintora Ana María Martínez.
Los años pasan y del período de las pinturas de temas mayas y coloniales, ella se mueve hacia temas forklóricos, campos llenos de flores, las escenas regionales, en un estilo de marcado acento naif. Ya muestra un sólido equilibrio entre formas y colores. La riqueza y exuberancia de ambos, traducidos en los cientos de flores multicolores, hacen que sus superficies canten poéticamente a la naturaleza. Ana María expresó sus estados emocionales a través de esos poemas visuales. Seis de estas pinturas fueron subastadas en Sotheby's en Nueva York. En 1983-1984, con carácter simbólico, introduce paredes en los paisajes, a veces aparecen insectos que, como la abeja, llaman su atención por su laboriosidad y orden. Para ella, el muro era "como las cosas duras de la vida que forman parte de ella". Aquí sentía que empezaba a experimentar un cambio". Buscando perfeccionar su técnica pictórica, se aleja gradualmente de este estilo primitivo, "Empecé a pintar no sólo por necesidad, sino que se me impuso una búsqueda". Ella se adentra en lo imaginario y en su fantasía para crear nuevos temas que resultan en naturalezas muertas.
De 1985 a 1989 se mueve dentro de un romanticismo temático de naturaleza extraña. Mezcla elementos de gran realismo, con elementos oníricos, tomados del universo de lo fantástico. Cestas con flores de raro esplendor de origen desconocido en su interior, volcanes imaginarios en erupción con flores, frutas que se hicieron tan reales que se volvieron imposibles, pero "me concentré tanto en pintarlas que pude percibir su olor y su sabor".
Recibe una invitación del gobierno italiano para participar en el Festival de Arte de Spoletto "Dei Due Mondi" en 1986. El éxito fue inmediato, "después de esa experiencia nunca volví a ser la misma, me influyó tanto que viajé de nuevo para estudiar, volví a los museos, a las galerías, que ya había visitado". Un año intenso, se suceden las exposiciones personales y la participación en importantes colectivos. Se añade otro bello acontecimiento, la publicación del libro titulado "Tierra de Infancia", con narraciones de la ilustre poetisa salvadoreña Claudia Lars e ilustraciones de Ana María.
Después de 1989, entra en otra etapa, que ella misma llamará Teatro. Aquí combina el tema, definitivamente en la línea de las naturalezas muertas, con la refinada técnica que ha desarrollado magistralmente a fuerza de estudio y trabajo duro. En relación con esto, ella sintió lo que quería, sabía que su hermano, Ernesto, había logrado crear una pintura impecable, pero ... "Lloré porque no sabía cómo hacerlo, sabía lo que quería, pero no cómo hacerlo. Preparaba mis telas y luego pintaba con ceras, con medios que surgían de mis investigaciones, y luego le daba lo que yo llamo el acabado, lo último que hago es una cera mezclada con acrílico y otros materiales químicos, es un pequeño gran secreto que guardo." Concentra el tema en una especie de visión aumentada de las formas en primer plano. La pintura se convertirá en una superficie eliminando cualquier perspectiva accesoria. Ahora se centra en una composición que elimina los códigos convencionales. Puede ser dirigida en diferentes ejes de composición, pero ... "al mismo tiempo quiero ofrecer un misterio, que cuando la gente lo vea esté lista para soñar, muchas veces no he querido encontrar la naturaleza muerta tradicional, a veces sale, a veces no, quería algo que parecía caer del cielo, de acuerdo con una enorme mutación que estamos experimentando."

## Su obra artística
Su trabajo se compara a menudo con los Primitivos flamencos del siglo XVII por su dominio de la luz y el arte del "claroscuro", la técnica de contrastar luces y sombras para mejorar la forma, la forma , textura y transparencia.
Las naranjas, su indiscutible objeto de enfoque artístico, se centran en la mayoría de sus cuadros actuales por sus inconfundibles tonalidades multicolores con las que juega Ana María, delatando su sentimiento de sensualidad al explorar las infinitas posibilidades de textura y color en sus delicadas trazas sobre el lienzo. Ana María no pretende hacer una copia fotográfica de la fruta natural en sus pinturas actuales, más bien pretende capturar su esencia surrealista a través de una composición racional de puntos, difuminaciones, manchas, luces y sombras, entrando en el mundo del hiperrealismo mágico de Ana María, una realidad que sólo existe en su imaginación, que se entrega a su público, mostrando también con elegancia su profundo conocimiento y uso del  claroscuro . Algo parecido ocurre al contemplar sus "uvas", representadas tridimensionalmente con todo su esplendor ... "y, asimismo, cada cuadro guarda sus secretos ...".

### Período Primitivo
Comenzó su carrera a finales de 1960 en lo que se conoce en español como su "Época Primitiva", comenzando después de que ella participara en un curso de modelado de arcilla patrocinado por la embajada de Francia en San Salvador (1967- 1968), donde hizo moldes y coladas policromadas que utilizan muchas técnicas que incluyen encáusticas, que ella utilizaría más adelante en la pintura, en combinación con otras técnicas y materiales contemporáneos. Fue durante este tiempo que Ana María, inspirado en el arte maya y colonial, comenzó la búsqueda de un estilo propio en el que pudiera comenzar a expresar su mensaje de "paz espiritual y la alegría de vivir". Ella se centra en los paisajes regionales y las tradiciones del folclore salvadoreño y sus alrededores, campos de flores y escenas con grandes ideas, todas arquitectónicas ejecutadas con gran precisión. En este período, continuando hasta alrededor de 1982, evoluciona muy rápidamente, mezclando colores con la magia de la artista.

### Período de Paredes
En la siguiente, aunque breve, periodo (1983-1984), conocido en español como el "Época de Muros". Ana María busca evolucionar con otros conceptos y pinta obras que siempre contienen paredes con la que expresa las dificultades técnicas que necesitaba para vencer. Sus técnicas de pincel encuentran un escenario donde la atención se centra este elemento arquitectónico, de una pared que debe ser superado para llegar a ser como una ventana por excelencia que tiene que se abre para dejar entrar la naturaleza floral de su entorno. Ella usa muchos animales durante este tiempo, principalmente abejas, que en un juego irónico de los acontecimientos en la vida presagia un acontecimiento trágico que sufriría junto a su marido. 

### Época Romántica
La "Época Romántica" (1986-1989) es cuando Ana María deja su primitivismo casual y se inicia dentro de la creación de formas armoniosas y sofisticadas. Sus composiciones son una mezcla de elementos elevados de realidad con flores de gran esplendor, frutos exquisitos y volcanes en erupción. Así de fascinante es su obra de arte que se publica, para reflejar la poesía de la escritore salvadoreño, Claudia Lars (nombre real Carmen Brannon), en Tierra de Infancia. Es a través de esta técnica recién descubierta que crea un estilo único de la transparencia y la textura el logro de la perfección de acrílico. La mezcla imaginativa de colores y texturas le permiten pintar sus naranjas icónicas, en toda su brillantez, mezclado con la transparencia de sus uvas como símbolo de la abundancia artística de la gran pintar salvadoreña.

### Período Final o Auge
Esto lleva a su último período como artista, a partir de la década de 1990, cuando Ana María ha estado desarrollando una nueva técnica utilizando colores acrílicos y ceras, que le permitió pintar imágenes de gran transparencia y lograr un acabado único. En sus pinturas de  "naturaleza muerta" y otras composiciones, Ana María desea expresar la abundancia de este mundo en esos momentos, en el tiempo: el crecimiento de las personas, el tráfico, la alta producción, luces, sonidos y todo lo que afectan a las personas en su vida ordinaria. Por este principio, a veces, algunas de sus composiciones casi toca las fronteras de la opulencia, aunque siempre manteniendo su elegancia y armonía, donde desea exponer el sentido de pertenencia a una época de ideas metafísicas a través de una fuerte dosis de simbolismo.

## Reconocimientos
La obra de Ana María no solo ha trascendido las barreras geográficas, sino que su obra ha sido considerada dentro de la de grandes maestros latinoamericanos, y más recientemente formó parte de la colección permanente del Museo de Arte del Condado de Nassau en Nueva York en enero de 2010. "Teatro de Naranjas (Teatro de las Naranjas) (1991) de la salvadoreña Ana María de Martínez hace honor a su título presentando el tema de la naturaleza muerta de una manera muy teatral
A lo largo de su carrera artística Ana María ha recibido importantes reconocimientos a su trabajo, como "Visitante Distinguida" por parte del alcalde de Miami, Florida, USA; "Certificado de reconocimiento" de la ciudad de Coral Gables, Florida, Estados Unidos por su participación en el desarrollo del arte y la cultura. Además, su obra ha sido subastada con éxito en prestigiosas galerías de todo el mundo, como Sotheby's y Christie's New York, entre otras.
- Venta de "Teadro de Naranjas" en Christie's Nueva York: jueves 19 de mayo de 1994 [Lote 250] en PINTURAS, DIBUJOS, ESCULTURAS E IMPRESIONES LATINOAMERICANAS[8]
- Venta de "Mandarinas" en Christie's Nueva York: miércoles 17 de mayo de 1995 [Lote 249] en Importantes dibujos, dibujos y esculturas de América Latina[9]
- Venta de "Naturaleza muerta con naranjas y uvas" en Christie's Nueva York: martes 21 de noviembre de 1995 [Lote 257] en Importantes dibujos, dibujos y esculturas de América Latina[10]

Sus obras residen en museos y colecciones de gran prestigio, como la colección de la Duquesa de Alba en España, la colección privada del expresidente estadounidense Ronald Reagan, la colección permanente de pintores contemporáneos de El Salvador en el "Museo Marte" (la Galería Nacional de El Salvador). Salvador) donde apareció como la "Artista del mes" en febrero de 2010, la exhibición "Latinas!" en enero de 2010 hasta el 28 de febrero de 2010, y la colección permanente de NCMA, donde "Theatre of Oranges" se ha agregado a la colección permanente del Museo de Arte del Condado de Nassau en Nueva York. In 2007, Ana Maria's work was featured in the Latin Masters exhibition of the Nassau County Museum of Art in New York, alongside other world-renowned artists such as Frida Kahlo and Fernando Botero.
La obra de arte de Ana María también se ha mostrado en exhibiciones universitarias como "Exposición: 'Maestros modernos latinoamericanos'" en la Universidad de Pensilvania, y algunas de sus obras de arte han sido reproducidas por UNICEF. Su obra de arte ha estado presente en diversas exposiciones en ciudades americanas (Latinoamérica, Estados Unidos y Canadá) y europeas. Además, el Gobierno de Japón adquirió dos de sus pinturas, y en 1986, por invitación del Gobierno de Italia, Ana Maria participó en el Festival "Dei Due Mondi" que se realiza todos los años en la ciudad de Spoleto, Italia.
Ana María también ha aparecido en periódicos, revistas y programas de televisión.

## Muerte
Ana María muere el 17 de diciembre de 2012 en compañía de su esposo de 54 años, sus tres hijos y nietos. Ana María murió rodeada de sus seres queridos.